# Pao cochinchinensis
El Pao cochinchinensis es una especie de pez actinopeterigio de agua dulce, de la familia de los tetraodóntidos. La especie es ocasionalmente utilizada en acuariofilia, y pescada para consumo por la población local.

## Morfología
Con el cuerpo típico de los peces globo de agua dulce de su familia, la longitud máxima descrita fue de un macho de 11'3 cm. El dorso es de color verdoso con manchas negras, no bien delimitadas las de vientre el cual es de color grisáceo a café oscuro, con o sin marcas oscuras, adultos con dibujo de ocelo a veces rojo pero más comúnmente formado por una gran mancha negra rodeada por un área más pálida y una serie de manchas negras grandes más o menos contiguas, los juveniles con una pequeña mancha roja en el centro de círculos concéntricos pálidos y negros. Los machos tienden a morder.

## Distribución y hábitat
Se distribuye por ríos y lagos del sureste de Asia, en la cuenca hidrográfica de los ríos Mekong y Chao Phraya, posiblemente también en la península de Malaca y en la isla de Sumatra (Indonesia). Son peces de agua dulce tropical, de comportamiento demersal, que requieren una temperatura entre 24º y 28º. Habita ríos y arroyos, marismas, pantanos y planicies de inundación con vegetación sumergida densa. Localmente común en su área de distribución.